# Freguesia da Gloriosa Sant'Anna do Seridó
Freguesia da Gloriosa Sant'Anna do Seridó, ou simplesmente, Freguesia do Seridó, era uma instância administrativa que passou por várias modificações territoriais que hoje compreende uma parte territorial da  região Seridó  do estado do Rio Grande do Norte. A dita Freguesia foi um desmembramento da Freguesia de Nossa Senhora de Bom Sucesso, pois essa, havia alcançado um alto número de pessoas, sendo necessário a divisão para possibilidade de atendimento religioso para a grande demanda existente na época.O caráter religioso era a maior característica da criação de freguesias, e a da Gloriosa Sant'Ana do Seridó, criada em 1747, tinha como cidade central, ou sede, a cidade de Caicó nos dias atuais, essa cidade interiorana fica localizada no Seridó Potiguar.     

Localização de Caicó no Rio Grande do Norte

A história da região está intimamente ligada a lendas, como a lenda do vaqueiro, que é muito contada ainda pelos habitantes de Caicó. Essa lenda pode ser entendida sobre o olhar de um mito fundador que ajuda a explicar a história da freguesia, como também a forte religiosidade expressada desde a sua construção através da devoção a Sant'Ana. E sendo compartilhada de geração em geração pela oralidade. 
Assim, lenda revela o forte apelo a religião quando o vaqueiro faz promessa a Sant'Ana, frente ao perigo do touro bravo, e também, um caráter de origem indígena quando relaciona o animal a Tupã, um deus indígena. Para que fosse criada a freguesia houve primeiro um processo de povoamento dos sertões, o que gerou guerras, como a Guerra dos Bárbaros, ocasionado a construção de fortificações como a Casa Forte do Cuó.     

## História
Na introdução do texto do autor Helder Macedo, aborda do que se trata o tema, e busca da certificação pela forma de como e  desenvolvida a  pesquisa da  história  da Freguesia  da Gloriosa Sant'Anna Região do Seridó.  cuja sede fica situada no sertão da Capitania do Rio Grande do Norte, entre o século XVIII e primeiras décadas do século XIX, na tentativa de compreender qual o lugar dos mestiços na formação de famílias nesse território. Entendemos genealogias mestiças, neste estudo, como as parentelas formadas, no período colonial, a partir de mestiçagens, isto é, em que os sujeitos que se tornaram troncos de famílias não são descendentes, apenas, de luso-brasílicos.  A Freguesia do Seridó era dotada de espaços onde foram tecidas, nas fazendas e nas tímidas manchas urbanas surgidas a partir de meados do século XVIII, sociabilidades entre a população mestiça e os demais grupos sociais participantes do processo de ocidentalização (luso brasílicos, africanos e crioulos, além de índios remanescentes da Guerra dos Bárbaros
Em síntese, o autor traz um caso específico do recorte espaço-temporal escolhido, essas mestiçagens aconteceram após a ocupação holandesa nas Capitanias do Norte (1654), no contexto de expansão da atividade pastoril, que partiu do litoral e direcionou-se para o interior do Rio Grande.3 Essa expansão foi refreada pelos conflitos entre as forças militares coloniais e os índios do sertão a partir dos anos de 1680, que os documentos da época chamaram de Guerra dos Bárbaros. Após o fim das batalhas na área centro-sul da capitania, nos últimos anos do século XVII, foi retomada com mais afinco a doação de sesmarias para a ocupação do território por meio da pastorícia.  
Segundo o autor Helder Macedo, a abordagem marca a histórica deste estudo e diz respeito à intenção de reconstituir o processo de construção do território da Freguesia do Seridó, verificando a presença de elementos luso-brasílicos, africanos, crioulos, índios e mestiços e percebendo como foram traçadas e instituídas instâncias da administração colonial no sertão.   
Essa abordagem relaciona-se, ainda, com o propósito de discutir como se deram os primeiros contatos entre os conquistadores luso-brasílicos e os nativos do Sertão do Rio Grande do Norte, o surgimento das primeiras misturas e as vivências dos índios com os demais grupos sociais que povoaram a freguesia entre o final do século XVIII e começo do século XIX, a partir do exame das fontes paroquiais.  

### Forte do Cuó
Segundo Olavo de Medeiros Filho, no século XVI foi construído o Forte do Cuó uma edificação que deveria servir de abrigo das forças colonizadoras na luta contra os indígenas bravos do Sertão da capitania. Nesse sentido, o forte foi construído perto do poço de Sant´Ana, pois marcos que ajudariam a contar a história do surgimento da Freguesia da Gloriosa San´Anna  do Seridó com a construção em segundo momento de uma capela em honrar a santa dando início a formação da freguesia. 
Além disso, segundo Muirakytan Kennedy de Macedo, em 1695 foi construída a primeira capela em honrar a Sant´Anna perto do forte do Cuó. Como também, em 1748 Manoel Machado Freire  fundou a Freguesia da Gloriosa Sant´Anna do Seridó e em segundo momento  o Padre Francisco Alvez Maia daria inicio a construção da catedral em honrar a santa.

### Controle do Território
Passados 26 anos da criação do arraial, a administração militar passou a encarregar-se do local ocupado pelos habitantes em volta da capela da Senhora Santana. As companhias de ordenanças na ribeira do Seridó, deveria fixar como sede o Arraial do Caicó. Segundo o historiador Leonzo, o recrutamento para suprimento das fileiras das tropas regulares e milicianas  funcionavam nos recantos da capitania. 
João Gonçalves Melo, que era soldado desde 1726 e sargento-mor desde 1741, foi nomeado o primeiro coronel do regimento de ordenanças da ribeira do Seridó, sua nomeação se deu através de carta-patente datada de 23 de Junho de 1749, sendo esta, emitida pelo capitão-mor do Rio Grande Francisco Xavier de Miranda Henriques. E em 07 de julho de 1735, o arraial que abrigava o regimento de Ordenanças da Ribeira do Seridó foi elevado à categoria de “povoado do Caicó”, conforme foi descrito no relato oficial. O evento solene começou as 7 horas da manhã na fazenda Penedo, com a fala do coronel de cavalaria Manuel de Souza Forte, que pronunciou as palavras definidas nas Ordenações Filipinas e ordenou a instalação do pelourinho, "para serem aplicados castigos a criminosos, escravos, ladrões e filhos que desobedecem aos pais". 
Foram entoadas vivas ao Rei de Portugal, Dom João V; ao Vice-Rei do Brasil, Conde de Sabugosa; ao Governador da Capitania do Rio Grande, João Teive Barreto de Menezes e ao próprio coronel Manuel de Souza Forte. 
A celebração da Santa Missa na Praça da Capella e da Caza da Supplicação, conduzida pelo padre Messias José Pereira, de Goiana, foi seguida pela bênção da imagem de Sant'Anna, doada pelo cearense Luís da Fonte Rangel, que foi seguida por um beijo.  Depois de redigida a ata, foram produzidas três cópias, uma para o Governador da Capitania do Rio Grande e duas para o Vice-Rei do Brasil, com uma cópia sendo enviada ao Rei de Portugal..

## Cultura
A freguesia da Gloriosa Sant`Anna do Seridó no século XVII teve poderosas manifestações culturais. Em outras palavras, manifestações culturais que são atreladas a sua vida cotidiana, seja dos seus descendentes os povos indígenas que história dos vencedores tentou apagar, como também, do homem sertanejo e da forte religiosidade.  Grupos sociais  esses que ajudaram a forma os aspectos culturais dessa freguesia contribuindo através de formas de fazer comidas,  seus contos míticos e a forte devoção a Sant´Anna.

### Lenda do Vaqueiro e Poço de Sant'Ana
A lenda do Vaqueiro e Poço de Sant'Ana      marcam o surgimento da freguesia. Segundo essas lendas, um boi bravo que era o espírito de um indígena bastante valente que fazia da Região do Seridó sua morada e não deixava ninguém chegar perto desse território, mas certo dia um vaqueiro que andava pela região teve um encontro com esse animal feroz, naquele momento estando o homem em perigo rogou a avó do menino Jesus Sant´Ana por salvação frente aquele perigo em forma de bicho.Que seu pedido fosse atendido ele faria uma capela em homenagem a Santa, e a Sant´Anna atendeu o pedido do vaqueiro.
Além disso, Depois desse acontecimento é dado inicio a construção da capela. Para mais, a lenda do poço que nunca secou também foi o pedido do vaqueiro para com santa, mostrando a forte ligação entre mitos de fundação com o início da freguesia. 

### Religião

#### Culto a Sant'Ana
A devoção a Sant'Ana   começa até mesmo da criação da freguesia em 1748, marcando a relevância e poder da igreja católica na localidade. Nesse sentido, a fé e admiração por Santa Ana que segundo a tradição católica seria a avó de Jesus é um marco para a freguesia. Diante disso, é nítido o quanto Santa Ana é reverenciada e faz parte da memória da construção da freguesia. Acerca disso, é válido pontuar que houve diversas manifestações  que começaram pequenas , com cortejos que em primeiro momento teve a participação de padres, agricultores, vaqueiros e donos de gados. 
Além disso, outro momento de demostração de fé em Sant´Ana é especial e o tradicional beijo dos fiéis para com a imagem de Santa Ana momento que nasceu junto com a fundação da freguesia e a devoção a santa. Nesse sentido, o beijo a imagem da santa, é uma tradição que nasceu em conjunto ou até mesmo antes da criação da freguesia. Momento especial quando a imagem entrar na igreja e os fiés beijam a imagem e pegam as flores do andor em um sentimento na crença de que aquele ato e as flores podem trazer milagres para suas vidas.

#### Irmandade dos negros do Rosário
Manifestação religiosa que simbolizava no século XVIII resistência dos povos afro-brasileiros escravizados durante o período colonial  na freguesia do Seridó. Diante disso, elementos da religião católica e africana misturava-se em devoção a Nossa Senhora do Rosário como forma dos escravizados manterem viva suas manifestações sem seres punidos por isso. Logo, a irmandade dos negros do Rosário, expressa luta e adaptação como forma de resistir.

### Alimentação
Segundo Olavo de Medeiros Filho no livro Velhos Inventários do Seridó Filho, a freguesia da Gloriosa Sant´Anna do Seridó pode-se entender que a alimentação do período era diversificada. Destaca-se carnes de caça ( tatu, Peba, mocó), carnes de aves ( galinha, jacu), peixes ( Curimatã, Traíra), carnes bovinas, ovinas e caprinas. Como também, o uso da cana-de-açúcar  para produzir  rapadura, açúcar preta e branca.
Outro elemento essencial na mesa do Seridó era o sal, visto que, é indispensável na conservação dos alimentos em um período em que a alimentação era escassa e cara. Logo, o sal foi a "geladeira" dos séculos XVI e XVIII no contexto sem tecnologias para a conservação de alimentos. Além disso, em contexto histórico da pecuária, a alimentação do período estava  atrelada também com produção de queijos, manteigas para consumo próprio e para mercado.
Procedendo-se a análise da alimentação na freguesia pode-se afirmar que havia mel de abelha em abundância, frutas, verduras (melancia, melões) cereais, legumes ( milho, feijão macassar e da corda), como também farinha de mandioca.Além de bebidas como vinho, cachaça etc. Medeiros Filhos também pontua que durante as secas os alimentos consumidos era breju de Xique-Xique, couros crus, leite de cabra, ossos de gados, massa de mandioca.

### Moradias
Segundo o historiador Muirakytan Kennedy de Macedo, pode-se entender as habitações da Freguesia da Gloriosa Senhora Santa Ana do Seridó como lugares simples, feitas com materiais da própria região. Diante disso, o historiador usar o termo "casas de moradas" e "casas de vivencias", visto que, deve-se compreender que além de moradia familiar, também era o local que ocorria os trabalhos, como também lugar que os escravizados moravam. Nesse sentido, percebe-se que dentro de uma casa, havia várias outras moradas e funcionalidades.
Além disso, as moradias da freguesia eram em sua grande maioria casas de taipa produzidas com barro e galhos da caatinga  que expressa muito bem a simplicidade e escassez  econômica do Brasil colonial . Contudo, houve algumas casas de tijolos e pedras que tinham por finalidade servirem de fortes para proteção dos colonizadores frente a resistência indígena devido ao processo de colonização das terras além do litoral do Rio Grande. Diante disso, destaca-se basicamente seis cômodos comum em diversas casas da freguesia, como um alpendre, sala da frente, corredor, quarto do casal, a camarinha, cozinha.
Em relação ao quarto do casal, era uma parte da casa que além de servir de dormida para o casal, servia como uma despensa que guardava mantimentos como carne, farinhas, queijos. Já camarina era o quarto destinado a filhas solteiras do casal, um ambiente sem janelas para proteger as filhas de fugas.  Além disso, outra parte da casa de externa importância seria a sala de trás e a cozinha onde trabalhava mulheres, escravizados no preparo das refeições. 
1. 1 2  MACEDO, Helder Alexandre Medeiros de. (14 de fevereiro de 2013). Outras famílias do Seridó: genealogias mestiças no sertão do Rio Grande do Norte (séculos XVIII-XIX). Recife: UFPE
2. ↑  Macedo, Helder Alexandre Medeiros de (2005). «Contribuição ao estudo da Casa-Forte do Cuó, Caicó-RN». Mneme - Revista de Humanidades (13). ISSN 1518-3394. Consultado em 10 de novembro de 2024
3. ↑  [S.l.: s.n.] [IONE MORAIS IONE MORAIS] Verifique valor |url= (ajuda) |nome1= sem |sobrenome1= em Authors list (ajuda); Em falta ou vazio |título= (ajuda)
4. 1 2  Dossiê Iphan [ Festa de Sant´Ana ]. [S.l.: s.n.] 2017
5. ↑  Leonzo, Nanci (1986). «Instituições Militares». In:  Silva, Maria Beatriz. O Imperio Luso-Brasileiro (1750-1822). Lisboa: Estampa
6. 1 2 3  Macedo, Helder Alexandre Medeiros de (30 de novembro de 2008). «Freguesia da Gloriosa Senhora Santa Ana do Seridó: Historicidade e produção do território». Revista Espacialidades (00): 01–28. ISSN 1984-817X. Consultado em 31 de outubro de 2024
7. ↑  Joaquim, Ana Cristina; Nascimento Sousa, Rui Daniel; Santos, Sofia; Macedo, Helder (28 de dezembro de 2017). «ENTREVISTA COM HELDER MACEDO, PARTE II». Revista Desassossego (17): 231–235. ISSN 2175-3180. doi:10.11606/issn.2175-3180.v0i17p231-235. Consultado em 29 de outubro de 2024
8. ↑  Rangel, Eugênio Batista (2017). Lenda do Vaqueiro Caicó-RN: um livro pop-up 3D. Natal: [s.n.]
9. ↑  Dantas, manoel. denominação dos municípios: Rio Grande do Norte. [S.l.: s.n.]
10. ↑  IFHAN. Dossiê Iphan [ Festa de Sant´Ana ]. [S.l.]: IFHAN
11. ↑  SOUZA, Hugo Martins de (2016). «Irmandade dos Negros do Rosário de Caicó: Religiosidade & Resistência Sociocultural». UFRN. Repertório Institucional UFRN (2014222550). Consultado em 14 de dezembro de 2024 line feed character character in |título= at position 58 (ajuda)
12. 1 2  Medeiros Filho, Olavo de (1983). Velhos Inventários do Seridó. Brasília: Senado Federal, Centro Gráfico. pp. 67–68–69–70
13. ↑  Medeiros Filho, Olavo de (1983). Velhos Inventários do Seridó. Brasília: Senado Federal. p. 69-70. 2 páginas
14. 1 2 3  MACEDO, Muirakytan K. de (2015). Rústicos Cabedais: patrimônio e cotidiano familiar nos Sertões da pecuária (Seridó Séc.XVIII). NATAL: EDUFRN. p. 137-180